# Those Dancing Days
Those Dancing Days est un groupe de musique féminin d'indie pop formé en 2005 originaire de Nacka, dans la banlieue de Stockholm, en Suède. Il est distribué sur le label britannique Wichita Recordings. Le groupe se compose de cinq filles toutes originaires de la ville Stockholm. Le groupe tire son nom de la chanson de Led Zeppelin « Dancing Days ».
Membres du groupe : Linnea Jönsson (chant), Cissi Efraimsson (batterie), Rebecka Rolf art (Guitare), Mimmi Everell (basse), Lisa Pyk (claviers)

## Discographie
- Those Dancing Days (EP, 2007)
- Our Space Hero Suits (LP, 2008)
- "Daydreams and nightmares" (LP, 2011)